# Zyklon Sidr
Zyklon Sidr (JTWC-Bezeichnung 06B, IMD-Bezeichnung Very Severe Cyclonic Storm Sidr) war der vierte mit einem Namen versehene Sturm der Zyklonsaison im Nordindik 2007. Der Sturm bildete sich im November 2007 in der Mitte des Golfes von Bengalen und erreicht rasch seine Spitze mit Windgeschwindigkeiten von 215 km/h (äquivalent zu einem Sturm der Kategorie 4 auf der Saffir-Simpson-Hurrikan-Windskala. Der Sturm richtete in Bangladesch verheerende Schäden an. Mindestens 3447 Menschen wurden durch die Auswirkungen des Sturmes getötet. Nach Schätzung der Regierung wurden 773.000 Häuser beschädigt; 250.000 Stück Vieh und Geflügel verendeten. In weiten Gebieten wurde die Ernte zerstört.

## Sturmverlauf

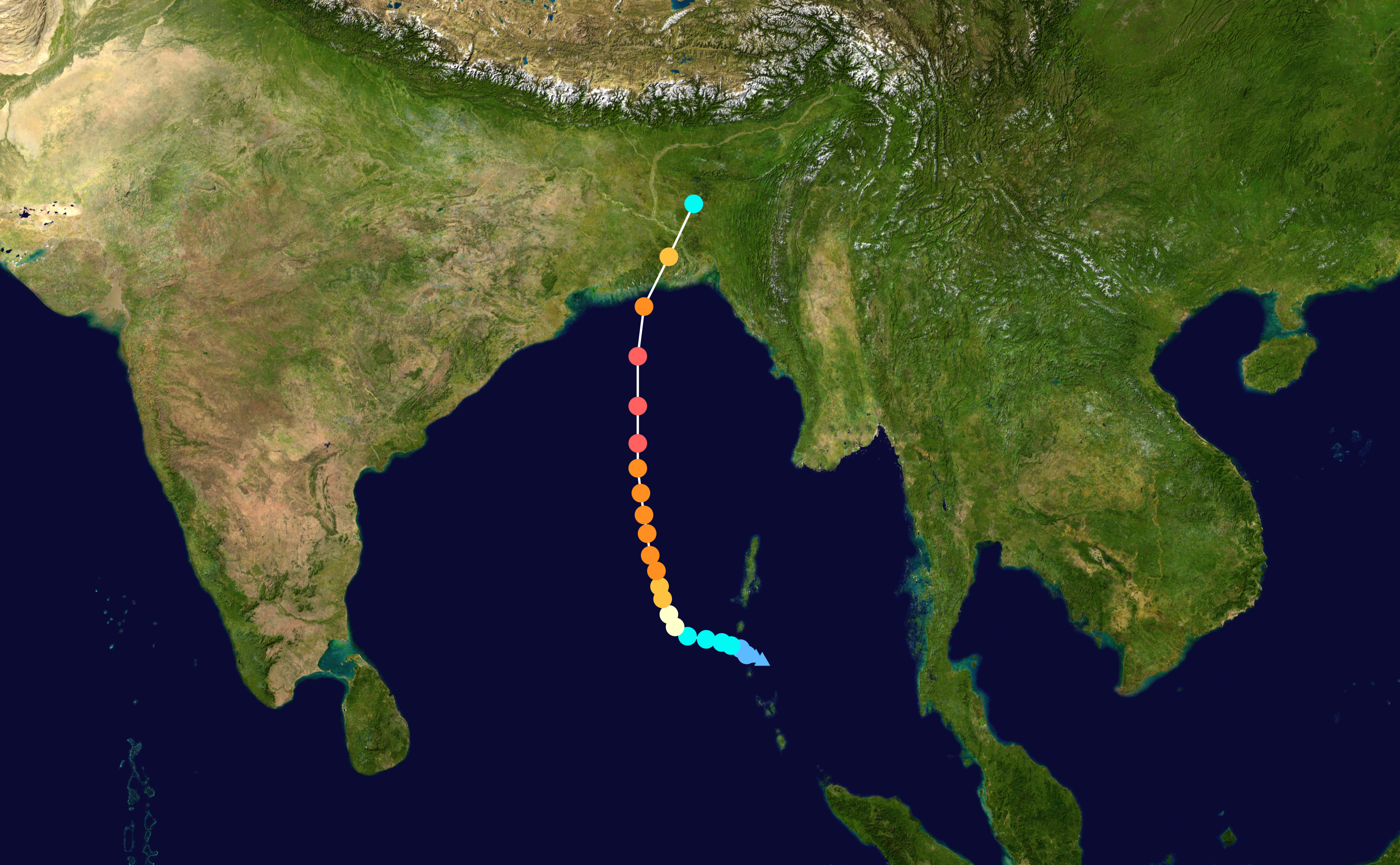
Zugbahn von Zyklon Sidr

Schematische Detailkarte

Am 9. November entwickelte sich südöstlich der Andamanen eine Wetterstörung mit einer schwachen Zirkulationsbewegung in der Nähe der Nikobaren. Anfangs behinderten Windscherungen in der Höhe die Entwicklung, obwohl starke Strömungsteilung die Bildung einer Konvektion förderte. Die vertikalen Scherwinde nahmen weitgehend ab, als das Zirkulationszentrum sich besser definierte, und durch das Joint Typhoon Warning Center (JTWC) wurde am 11. November ein Tropical Cyclone Formation Alert ausgegeben, als das System sich knapp südlich der Andamanen befand. Etwa zur selben Zeit klassifizierte das India Meteorological Department (IMD) das System als Tiefdruckgebiet BOB 09. Das JTWC stufte das Tiefdruckgebiet zum Tropischen Zyklon 06B hoch, nachdem Dvorak-Schätzungen Windgeschwindigkeiten von 65 km/h ergaben.
Am Morgen des 12. November erklärte das IMD das System zum Zyklonischen Sturm Sidr. Dieses begann sich rasch zu intensivieren, als es langsam in nordwestlicher Richtung zog. Im Verlauf des Tages setzte das IMD die Intensität des Sturmes auf einen schweren zyklonischen Sturm hoch und in der Frühe des nächsten Tages zu einem sehr schweren zyklonischen Sturm. Am Morgen des 15. November erreichte Sidr seinen Höhepunkt mit Spitzenwindgeschwindigkeiten von 215 km/h (nach Angaben des IMD, nach den Angaben des JTWC lagen die andauernden Winde bei 250 km/h). Durch die BBC war verbreitet worden, Sidr habe die Stärke eines Hurrikans der Kategorie 5, diese Angabe ist aber falsch, da 215 km/h der Kategorie 4 entsprechen. Sidr erreichte gegen 17:00 Uhr UTC das Festland, mit andauernden Winden von 215 km/h. Der Zyklon schwächte sich über Land rasch ab, und in der Frühe des 16. Novembers wurden die letzten Warnungen ausgegeben. Der Name des Sturmes, Sidr, war von Oman vorgeschlagen worden. Es ist der arabische Name eines Baumes, des Ziziphus spina-christi, der zur Familie der Kreuzdorngewächse gehört. Einer anderen Deutung nach ist der Name aus der singhalesischen Sprache abgeleitet, in der Sidr "Loch" oder "Auge" bedeutet.

## Vorbereitungen
Als Sidr sich am 15. November zu einem Zyklon äquivalent zu einem Hurrikan der Kategorie 4 intensivierte, wurden Tausende von Hilfskräften in Indien und Bangladesch vor dem Eintreffen des Sturmes in Bereitschaft versetzt. Niedrig gelegene Küstengebiete wurden evakuiert. Insgesamt zwei Millionen Menschen wurden in Bangladesch in Notunterkünfte gebracht. Das IMD gab am 14. November auch Warnungen für Orissa und Westbengalen aus. Mehr als 40.000 Helfer von Rotem Kreuz und Rotem Halbmond halfen den Bewohnern in den 15 betroffenen Provinzen während der Evakuierung. Die wichtigsten Häfen wurden geschlossen.

## Auswirkungen

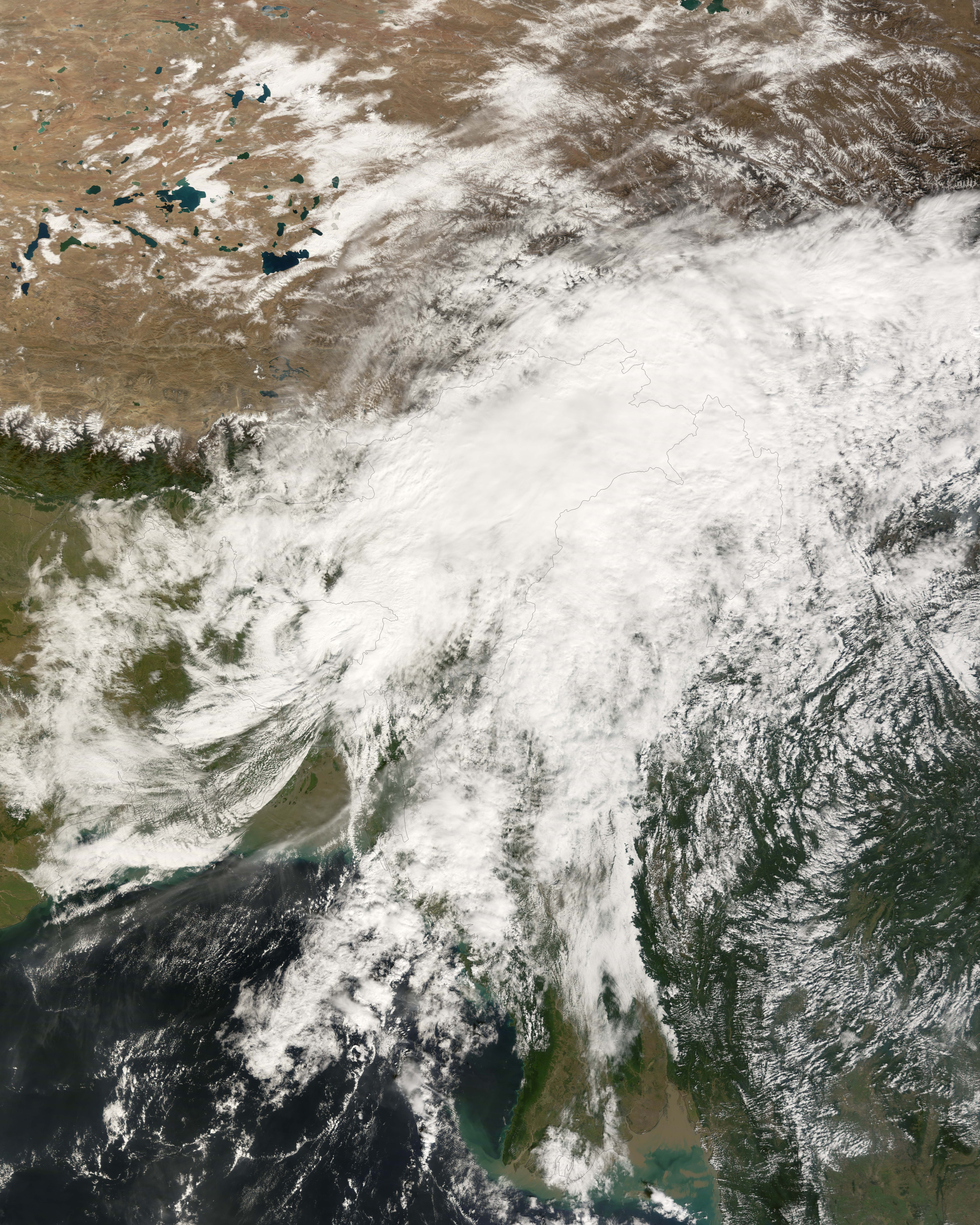
Die Reste von Zyklon Sidr.

Die Küstengebiete von Bangladesch verzeichneten durch den Zyklon schwere Regenfälle. In Dhaka und anderen Landesteilen traten starke, böige Winde auf. Die Gesamtschäden durch den Sturm näherten sich der Summe von 450 Millionen US-Dollar.
Die Gezeitenwellen erreichten an der Küste nördlich von Chennai im Norden des südindischen Bundesstaat Tamil Nadu bis zu 3 m über dem Normalstand und lösten unter den Anwohnern Panik aus.
Die Schäden waren in Bangladesch weitreichend. Hütten wurden zerstört, Häuser und Schulen fortgeblasen. Behördenvertreter vor Ort haben die Schäden im Vergleich zum Bangladesch-Zyklon von 1991 als noch schwerwiegender beschrieben. Die Distrikte Patuakhali, Barguna und der Jhalokathi waren von einer mehr als fünf Meter hohen Sturmflut betroffen. Etwa ein Viertel des Weltkulturerbes Sundarbans wurde beschädigt. Experten zufolge wird es mehr als vierzig Jahre dauern, bis die Mangroven sich von dieser Katastrophe erholen.
Ein Großteil der Hauptstadt Dhaka war von Stromausfällen und Unterbrechungen der Wasserversorgung betroffen und erlitt bedeutende Schäden durch Wind und Überflutung. Die Landwirtschaft wurde weitgehend zerstört und die Reisfelder mit einer Ernte gingen verloren.
Mindestens 3447 Personen wurden getötet. Aus dem am schwersten getroffenen Distrikt Barguna wurden durch die örtlichen Behörden 423 Todesopfer gemeldet. In Patuakhali, das ebenfalls schwere Schäden erlebte, wurden 385 Personen getötet. Die meisten dieser Todesfälle gehen auf die Winde zurück. Der Leiter des Roten Halbmonds in Bangladesch erwartete, dass bis zu 10.000 Personen dem Wirbelsturm zum Opfer gefallen sind. Mehr als 3000 Fischer auf mehr als 500 Fischfangbooten galten als vermisst.

## Hilfsmaßnahmen

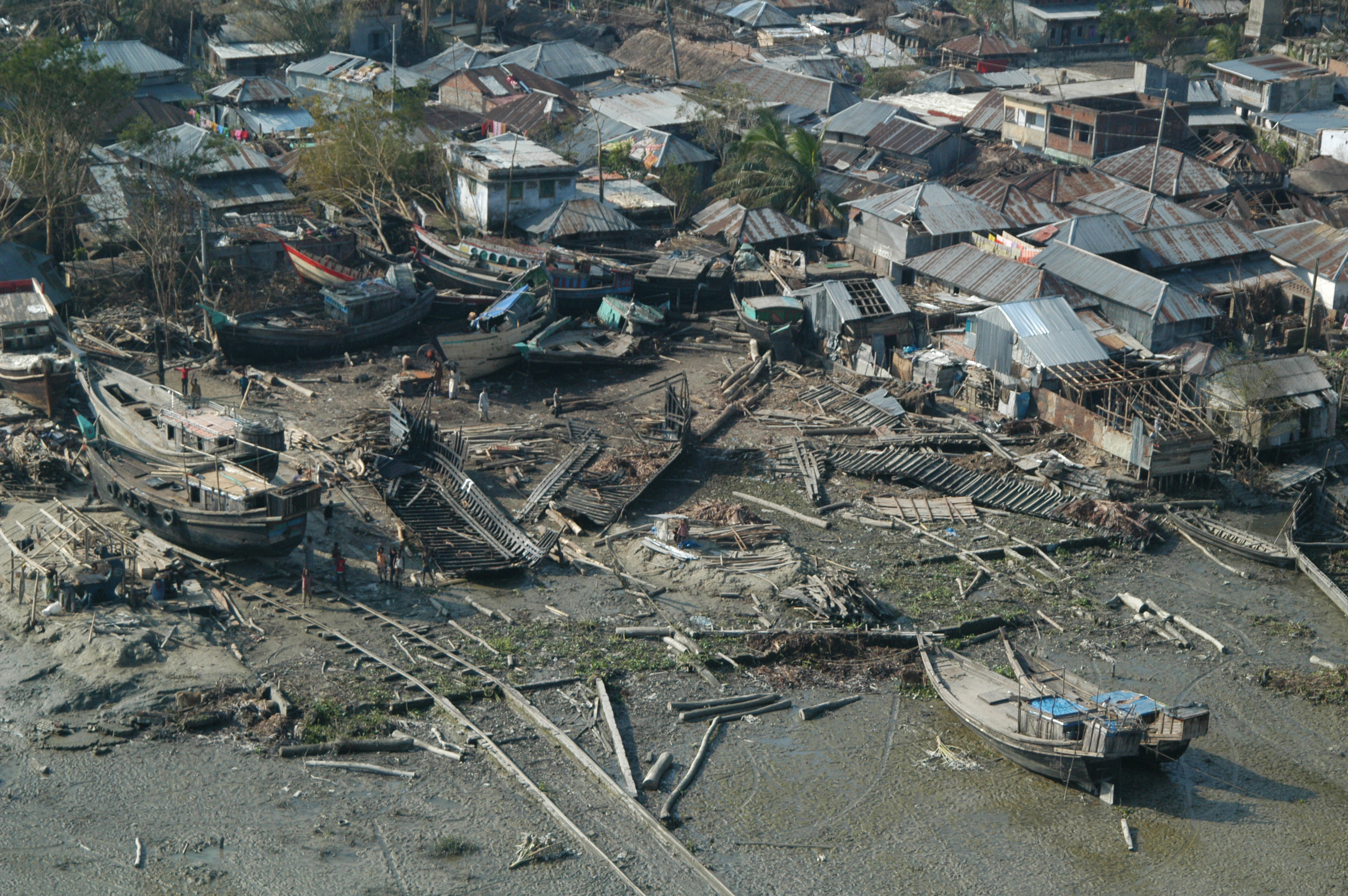
Verwüstungen in Bangladesch, 27. November 2007

Nach dem Sturm wurden fünf Schiffe der Marine von Bangladesch mit Lebensmitteln, Medikamenten und anderen Hilfsgütern in das Katastrophengebiet entsendet. Saudi-Arabien stellte 100 Millionen US-Dollar zur Verfügung. Die Europäische Kommission gab 1,5 Millionen Euro für die Unterstützung Bangladeschs frei. Die United States Navy schickte über 3500 Marines an Bord der Schiffe Kearsarge und Wasp (die im Golf von Oman patrouillierten), um bei der Katastrophenhilfe mitzuwirken. Anfang Dezember traf die Tarawa von Hawaii kommend ein, um die Kearsarge zu ersetzen. Das Engagement der Vereinigten Staaten läuft unter dem Decknamen Operation Sea Angel II.
Weitere Hilfsorganisationen folgten schnell mit der Gewährung von Katastrophenhilfe. World Vision International entsendete Freiwillige, um Unterkünfte für mehr als zwanzigtausend Obdachlose zu errichten. Sie gaben nach eigenen Angaben Hilfsgüter an 100.000 Menschen aus. Das Rote Kreuz wurde ebenfalls vor Ort tätig. Der Rote Halbmond von Bangladesch ersuchte anfänglich die internationale Gemeinschaft um 400 Millionen Taka.
Indien hob ein Lieferverbot von Reis an Bangladesch auf und erlaubte die Lieferung von 550.000 Tonnen an den Nachbarstaat. Indien stellte auch Hilfsgüter, Medikamente, Zelte, Decken, Fertiggerichte und Wasseraufbereitungsanlagen im Wert von 60 Millionen Rupien zur Verfügung.
Die Menschen in den vom Wirbelsturm betroffenen Gebieten erlitten gesundheitliche Probleme, wie etwa Seuchen durch verschmutztes Wasser. Sidr suchte ein Gebiet heim, das bereits durch die ausgedehnten Überschwemmungen durch den Monsun früher im Jahr 2007 verwüstet wurde.